# Francine Desbiens
Francine Desbiens (née à Montréal en 1938) est une réalisatrice et productrice de cinéma d'animation québécoise.

## Biographie
Francine Desbiens fait des études à l'Institut des arts appliqués de Montréal, et entre à l'Office national du film du Canada en 1965, au service de l'information. Elle travaille ensuite comme assistante animatrice, aux côtés de Clorinda Warny et de Břetislav Pojar. De 1974 à 1979, elle est productrice au studio français d'animation de l'ONF. Elle y réalise plusieurs courts métrages d'animation, travaillant en particulier avec la technique du papier découpé. Son dernier court, Mon enfant, ma terre, est réalisé à l'ordinateur, reproduisant une esthétique s'apparentant à celle du papier découpé. Francine Desbiens quitte l'ONF en 1998. 

## Œuvre
Le premier film portant la signature de Francine Desbiens est le collectif Le corbeau et le renard (1969). Sa filmographie compte d'autres fructueuses collaborations, parmi lesquelles figurent Balablok et « E » du Tchécoslovaque Břetislav Pojar. 
Sa personnalité d'auteur s'affirme dès Dernier envol (1977), narré par le conteur Jocelyn Bérubé, « un film qui révèle une cinéaste inspirée et attachante ». 
Ahǃ vous-dirai je, maman (1985) est une œuvre majeure et l'un des classiques du cinéma d'animation réalisé par des femmes. Produit en 1990 , Dessine-moi une chanson, inspiré d'une musique de Robert M. Lepage, illustre la culpabilité éprouvée par les parents dont les enfants vont à la garderie. Le film est mis en images par les papiers découpés de Francine Desbiens et par les collages de Maurice Trépanier,. 
Le tournoi est réalisé en 1994 dans le cadre de la série Droits au cœur dont les films destinés aux enfants de 9 à 12 ans s'inspirent de la Convention relative aux droits de l'enfant. Le tournoi aborde les préjugés envers les personnes handicapées à travers l'histoire de la rencontre entre des enfants sourds et des enfants entendants. Ce film sans paroles utilise les techniques du dessin et du papier découpé. Les préoccupation humanitaires de Francine Desbiens apparaissent nettement dans le réquisitoire anti-mines personnelles Mon enfant, ma terre (1998).

## Filmographie

### Comme réalisatrice
- 1969 : Le Corbeau et le Renard
- 1971 : Les Bibites de Chromagnon
- 1972 : Balablok (collaboration avec Břetislav Pojar)
- 1977 : Dernier Envol
- 1981 : « E » (collaboration avec Břetislav Pojar)
- 1985 : Ah! vous dirai-je, maman
- 1990 : Dessine-moi une chanson
- 1992 : Voir le monde
- 1994 : Le Tournoi
- 1998 : Mon enfant, ma terre

### Comme productrice
- 1975 : Chérie, ôte tes raquettes par A. Leduc
- 1978 : La Plage par S. Gervais
- 1979 : Moi je pense par R. Tunis
- 1979 : Cogne-dur par E. Lebel, M. Daudelin, R. St-Pierre
- 1981 : Luna, luna, luna par V. Elnécavé

## Récompenses et nominations
- 2019: Prix René-Jodoin remis dans le cadre des Sommets du cinéma d'animation de Montréal[8].